# Dip (rivier)
De Diprivier is een 35,3 kilometer lange rivier in het noordwesten van Tasmanië, Australië en stroomt door het Dip River Forest Reserve. De oorsprong van de rivier ligt op 364 meter hoogte, ten zuiden van Meunna. De rivier mondt uit in de Black River.